# Ian Gallagher
Ian Clayton Gallagher è un protagonista della serie televisiva Shameless. Il personaggio è presente sia nella versione inglese del programma, in onda sulla rete televisiva Channel 4, che nel remake americano, in onda sulla rete televisiva americana Showtime.

## Versione britannica della serie

### Biografia del personaggio
Ian Gallagher è il figlio biologico di Monica Gallagher e Gary Bennett, ma cresce credendo di essere figlio di Frank Gallagher, padre dei suoi fratellastri: Fiona Gallagher, Philip "Lip" Gallagher, Liam Gallagher, Debbie Gallagher, Carl Gallagher, Stella Gallagher. Ian ha un altro fratello, figlio di Gary, Sean Bennett, e una nipote, Katie Maguire, figlia di Lip.
All'inizio della prima stagione della serie televisiva, nel 2004, Ian ha 15 anni, e in seguito scopre di non essere figlio di Frank quando il suo gruppo sanguigno si rivela incompatibile con quello dei fratelli.
Suo fratello Lip, all'inizio della serie, è l'unico a conoscenza dell'omosessualità di Ian, ed è questo, oltre alla condivisione della camera da letto, il motivo del loro stretto legame. Nelle stagioni seguenti, tutta la famiglia (ad eccezione di Frank) viene a conoscenza dell'orientamento sessuale del ragazzo.
Nonostante Ian si identifichi spesso come omosessuale, ha relazioni anche con donne. I partner maschili sono spesso più anziani.
Le relazioni eterosessuali di Ian iniziano all'inizio della quarta stagione, con una ragazza che sta ospitando in casa, nascondendola. Quando questa gli propone di fuggire con lei, lui rifiuta. Ian ha una relazione con Mandy Maguire, sorella di Mickey, per proteggere il segreto della sua omosessualità. Quando la relazione sta per evolversi, Ian decide di lasciar perdere.
Nella settima stagione Ian ha la sua più duratura relazione eterosessuale, con Maxine Donnelly, ex fidanzata del fratello Carl.
Nella stessa stagione Ian sparisce per cinque episodi, poiché l'attore che lo interpreta, Gerard Kearns, è impegnato nella realizzazione di un film.
Dopo essere stato investito da un camion, Ian esce di scena nel primo episodio, per tornare nel settimo insieme ad un nuovo personaggio: Danny, un ragazzo sordo, che si è nascosto nel bagagliaio di Ian per rientrare in Gran Bretagna. Ian si trasferisce nella casa del defunto nonno di Danny, affittatagli dalla zia del ragazzo, come dimostrazione di gratitudine per il suo essersi preso cura di lui. Danny e sua zia Pegg si trasferiscono in seguito in Spagna.
A fine stagione Ian abita ancora nell'appartamento del nonno di Danny e ha come inquilino Mickey. Quando la ragazza di suo fratello Carl, Maxine, decide di abortire, Ian prende le sue parti, e quest'ultima si trasferisce da loro, lasciando Carl. Maxine propone ad Ian di fingersi suo fidanzato, per far bella figura davanti ai suoi genitori. I due finiscono con l'innamorarsi e avere una relazione sessuale. Mickey, una volta a conoscenza di ciò, si sente tradito, e di riflesso confessa a Carl cosa sta accadendo. Quest'ultimo aggredisce il fratello nel bagno di un pub, il The Jockey. Nonostante tutto, Ian e Maxine si fidanzano.
In seguito Carl scappa insieme a Chesney Karib, in quanto ritenuti colpevoli di un omicidio avvenuto in città. Ian si mostra più preoccupato per l'apprensione di Maxine nei confronti di Carl, che per l'assenza stessa del fratello. Quando la coppia si trova nel pub dove Ian era stato picchiato da Carl, Maxine affronta il vero assassino: Jimmy. La sorella di Jimmy colpisce Maxine alla testa. Ian si sente in colpa per aver lasciato che Maxine lottasse da sola, senza sostenerla, e inizia a credere che la sua ragazza fosse forse destinata a stare con Carl. Per riconquistarla, cerca di registrare la confessione dell'assassino, il quale, però, se ne accorge e lo picchia brutalmente.
La relazione di Ian e Maxine si indebolisce: Ian inizia ad allontanarsi e ad evitare i rapporti sessuali con la ragazza, oltre a diventare sempre più paranoico ogni volta che la ragazza nomina l'ex fidanzato. Quando Carl chiede scusa al fratello, Ian non accetta le scuse, e si insospettisce maggiormente, accusando Maxine di voler tornare con lui, nonostante lei neghi. Carl, resosi conto dei sentimenti che i due nutrono l'un verso l'altra, convince Maxine a restare con Ian, in quanto sua anima gemella. Quando Ian si presenta in ospedale, si riappacifica con la ragazza, e la loro relazione continua.
Durante l'ultimo episodio della settima stagione Maxine e Ian vengono aggrediti da un ladro mentre stavano rincasando da una serata fuori; riescono comunque ad avere la meglio, e trasportano il ladro incosciente a casa loro. Il ladro si rivela essere un incaricato del boss del crimine Roscoe, del Moss-Side. I due sono indecisi su cosa farne, e Maxine sente Ian dire che preferirebbe farci sesso piuttosto che ucciderlo. I dubbi sulla fedeltà futura di Ian nascono da questa affermazione, e dalla possibilità che possa tradirla con uomini. Durante la loro conversazione il ladro scappa.
In seguito viene mostrata l'immagine di Ian che si allontana da Chatsworth con uno zaino sulle spalle, forse a causa della rottura con Maxine, o forse per paura di persecuzioni dovute al boss del crimine. Durante la sua fuga, incontra Karen Maguire insieme al suo compagno, Joe Pritchard, uomo violento. Quest'ultimo maltratta Karen davanti agli occhi di Ian, che si nasconde nella loro auto nella speranza di proteggere la ragazza; infatti, poco dopo, Joe tenta di strangolarla, e Ian lo uccide. Alla fine, Ian sparisce dalla serie per disfarsi del cadavere. Soltanto nell'ottava stagione Carl riceve un sms di auguri di buon compleanno da parte di Ian. Nell'ultimo episodio della serie veniamo a conoscenza del fatto che Ian si sta per sposare con una persona transessuale.

### Orientamento sessuale
Omosessuale, con una brevissima parentesi etero in sole due puntate.

### Ispirazioni per la creazione del personaggio
Paul Abbott dichiara di essersi ispirato ad eventi e persone della propria vita per la creazione del personaggio di Ian, a partire da un suo nipote omosessuale non dichiarato al resto della famiglia. Inoltre, la relazione tra Kash e Ian è ispirata ad una frequentazione avuta dall'autore all'età di 14 anni con la moglie del suo fruttivendolo.

## Versione americana della serie televisiva

### Biografia del personaggio
Ian Gallagher nasce nel 1996 da Clayton Gallagher e Monica Gallagher, ma quest'ultima lascia credere al resto della famiglia che il padre biologico del ragazzo sia Frank Gallagher, fratello di Clayton. Ian non è legato al padre, non gli somiglia né fisicamente, né caratterialmente, ed essendo diverso da tutti gli altri fratelli Gallagher (spinto dal fratello Philip, "lip"), decide di fare un test del DNA, avendo conferma del fatto di non essere figlio biologico di Frank.
Ian è il fratello più disciplinato, caratteristica forse dovuta al suo servizio nelle forze armate giovanili (Junior Reserve Officers' Training Corps), dove vengono evidenziate le sue qualità da cecchino.
È un ragazzo responsabile pur appartenendo alla famiglia Gallagher, e, nonostante le difficoltà della sua vita, tra i fratelli è quello con le idee più chiare rispetto ai suoi principi e alle sue aspirazioni. Ha tuttavia una parte di sé più cupa, che lo porta a compiere piccoli atti criminali, spesso accompagnato dal fratello.
Ha un'indole più solitaria rispetto agli altri fratelli, dai quali cerca di mantenere un adeguato distacco.
Prima che fosse rivelata la vera parentela con Frank, si presentano molte scene in cui quest'ultimo ha scontri con il ragazzo, o in cui ha un atteggiamento aggressivo. Nonostante Frank abbia avuto momenti significativi con ogni membro della famiglia, Ian è la persona con cui ne ha condivisi di meno. Sembra che a Frank non importi del ragazzo; infatti quest'ultimo ha un rapporto migliore con la madre, e la loro relazione è una delle più interessanti della serie televisiva. Anche negli anni precedenti la diagnosi di disturbo bipolare, Ian ha mostrato più attaccamento a lei, andando insieme ad un gay bar, cercando di curarla, standole accanto nei momenti di depressione. Il ruolo di queste scene è quello di aggiungere fondamenti al disturbo bipolare di Ian e di mostrare al pubblico come l'adolescente sia maggiormente in sintonia con la madre, e manchi di affinità con quello che si rivela essere lo zio.

#### Prima stagione
Ian è omosessuale non dichiarato e condivide la stanza con suo fratello Lip. All'inizio della prima stagione, Lip scopre delle riviste pornografiche gay nella loro stanza, e in un primo momento aggredisce Ian, ma in seguito gli suggerisce di provare a ricevere del sesso orale da Karen Jackson, una ragazza alla quale Lip dà ripetizioni. Soltanto quando Karen conferma che Ian non è stato attratto da lei e dall'atto, Lip si rassegna e accetta suo fratello, diventando il suo più fidato confidente.
All'inizio della prima stagione della serie, Ian ha una relazione con un uomo più adulto, proprietario del negozio di alimentari in cui lavora Ian, il Kash and Grab. L'uomo è un musulmano sposato con una donna americana di nome Linda, che si è convertita per lui, e con la quale ha avuto due figli. Ian e Kash hanno rapporti sessuali nello sgabuzzino del negozio, ma durante un fine settimana, mentre la moglie è fuori città con i bambini, Kash porta Ian a casa sua. Quando Ian vede le foto della famiglia di Kash, e la realtà familiare, è riluttante ad avere un rapporto sessuale con l'uomo.
Un'altra ragazza con cui Ian ha un legame durante la prima stagione è Mandy Milkovich, una compagna di scuola che vorrebbe fare sesso con lui. Quando lui la rifiuta e la allontana, lei mentendo racconta ai suoi fratelli che Ian ha tentato di stuprarla. Dopo essere scappato da loro, fa coming out con Mandy, che distoglie i fratelli da Ian, e gli propone di fingersi la sua ragazza, per mascherare la sua omosessualità.
In seguito alle rapine subite dal negozio, la moglie di Kash installa delle telecamere di sicurezza che filmano i due uomini durante un loro incontro. La donna, mantenendo la calma, impone a Kash di metterla incinta prima di avere un altro rapporto con Ian.
Nel frattempo, Mickey Milkovich, fratello di Mandy, ladro e ragazzo aggressivo colpevole delle rapine precedentemente citate, sottrae a Kash la pistola che teneva nel negozio. Nel tentativo di riappropriarsene, Ian si presenta a casa Milkovich, ma dopo una prima tensione iniziale, i due ragazzi consumano un rapporto sessuale. La loro relazione si manterrà prevalentemente sessuale finché Mickey continuerà a negare ogni tipo di attrazione romantica verso Ian, che smette definitivamente di vedersi con Kash, il proprietario del negozio.
Kash, però, coglie i due giovani fare sesso all'interno del magazzino, e spara a Mickey ad una gamba, facendolo in seguito arrestare per un furto di un dolce.
Durante la prima stagione, Lip incoraggia Ian a trovare il suo padre biologico, dopo aver saputo della sua “adozione”. I due fanno visita alla madre di Frank, Grammy, incarcerata a seguito di un'esplosione di un laboratorio di metanfetamina, che ha provocato due vittime.
I due ragazzi scoprono che Frank ha tre fratelli, e considerano la possibilità che Ian sia figlio di uno di loro. Il primo fratello, Wyatt, ha però perso i testicoli in un incidente militare, e viene subito scartato. Il secondo, Jerry, il gemello di Frank, rifiuta di parlare con i due ragazzi, mentre Clayton si rivela il più fisicamente simile a Ian. Lip suggerisce a Ian di riallacciare i rapporti con il padre, che potrebbe dimostrarsi un miglior padre di Frank, ma Ian afferma di avere un solo padre, Frank, e che la sua famiglia è composta dai suoi fratelli.
La prima stagione si conclude con l'arresto di Ian per aver guidato un'auto regalata a Fiona dal suo fidanzato, che si rivela essere rubata.
Alla fine, Ian rivela alla sorella di essere gay, ma lei le risponde di averlo sempre saputo.

#### Seconda stagione
All'inizio della seconda stagione Ian sta cercando di entrare a West Point, e suo fratello Lip si offre di aiutarlo a studiare per ottenere i voti adeguati all'ammissione, nonostante sia contrario alla sua scelta, perché non trova giusto che Ian si offra di "combattere per un paese che crede che tu sia un errore di Dio".
Lip contatta un colonnello che conosce tramite un'università locale, e riesce ad ottenere il modulo per la richiesta di entrata di Ian. Il colonnello, però, fraintende chi sia il soggetto dell'ammissione, credendo sia Lip. Questo porta ad un litigio tra i due, che si rifiutano di parlare l'un l'altro, finché Grammy, una volta uscita di prigione, li convince a confrontarsi. Dopo una breve colluttazione, Ian ammette di sentirsi oscurato dalla figura di Lip, che vede primeggiare. I due si riconciliano.
In seguito, Mickey, una volta scontata la sua pena, riprende a frequentare Ian, e inizia a lavorare al negozio dove un tempo lavorava Kash. I due vengono visti da Frank durante un altro rapporto sessuale, e Mickey, temendo che possa dirlo a suo padre, decide di uccidere Frank. Ma dopo averlo seguito per qualche giorno, cambia idea, e assale un agente di polizia, facendosi arrestare e finendo nuovamente nella prigione giovanile.
A seguito della morte della madre di Frank, Grammy, Monica Gallagher, madre di Ian, torna a casa e confessa a Ian di sapere della sua relazione con Mickey, perché Frank le ha riferito cosa ha visto. La madre si rivela comprensiva e incoraggia Ian ad essere fiero di ciò che è, portandolo in un gay bar. Il giorno dopo, però, Ian riceve un voto basso ad un test di matematica, e, scoraggiato, si confida con la madre, che lo porta in un centro di arruolamento locale, dove però viene rifiutato, non essendosi ancora diplomato.
Il giorno dopo, il padre di Mandy attacca Ian entrando nella sua cucina, e lo accusa di aver messo incinta sua figlia. Il ragazzo passa i giorni seguenti evitando l'uomo, ma diventa sempre più difficile, perciò Lip elabora un piano: essendo il padre di Mickey agli arresti domiciliari, se fosse stata trovata un'arma, nella sua casa, sarebbe stato incarcerato nuovamente, ottenendo l'ergastolo. I due ragazzi entrano perciò in casa dell'uomo per lasciarvi la pistola della nonna Grammy; nonostante vedano che Terry possiede molte altre pistole, decidono di posare ugualmente la loro, ma Terry li scopre, e i due cercano di scappare. Lip ci riesce, ma Ian no, e quando Terry sta per sparargli, Mandy gli ordina di fermarsi, puntandogli un fucile.
Terry sa di essere stato lui stesso a mettere incinta la figlia, e Mandy, più tardi, spiega che quando il padre beve la scambia con la sua ex moglie defunta. Ma la ragazza insiste dicendo che non è un grande problema. Ian in seguito aiuta a raccogliere i fondi per un'interruzione di gravidanza.
Ian ritorna al gay bar e viene rimorchiato da un uomo più anziano, che dice di chiamarsi Ned, e passano la notte insieme. Qualche giorno dopo Ian incontra quest'uomo al pranzo con la famiglia dell'ex ragazzo di Fiona (Jimmy), organizzato da sua sorella. Scopre così che il vero nome dell'uomo è Lloyd, e che è il padre di Jimmy.
L'uomo invia continuamente sms al ragazzo chiedendogli di tornare insieme. Ian prova a dirlo alla sorella, ma ogni volta viene interrotto, finché Frank non lo attacca, aggredendolo, incolpandolo di aver fatto fuggire Monica. Ian viene salvato dalla moglie di Jimmy, Estafania, che colpisce Frank alla testa con una padella.

#### Terza stagione
La terza stagione è ambientata alcuni mesi dopo: Ian tenta ancora di entrare a West Point, mentre nel frattempo cerca di aiutare la famiglia con la precaria situazione economica.
La relazione con Lloyd si è evoluta, ma nessuno dei due ha intenzione di farne qualcosa di ufficiale o serio. Quando Mickey torna, Ian ha forti dubbi sul fatto di piacergli, soprattutto dopo aver saputo che ha fatto sesso con una ragazza del vicinato. Capisce l'interesse di Mickey soltanto quando quest'ultimo lo segue al gay bar dove incontra Lloyd, il quale più tardi chiede ad Ian di entrare nella casa della moglie a riprendersi le sue cose, poiché questa ha cambiato le serrature. Ian chiede a Mickey e ad altri suoi amici di aiutarlo. Quando i due ragazzi si trovano in un posto nascosto per allenarsi affinché Ian venga preso a West Point, Mickey gli chiede perché gli piaccia Lloyd, e lui gli risponde che è perché non ha paura di baciarlo. A questa affermazione, Ian viene sorpreso da un bacio da parte di Mickey, nel furgone parcheggiato di fronte alla casa.
Poco tempo dopo, i fratelli Gallagher vengono portati via di casa dai servizi sociali, e Mickey ospita Ian, dato che suo padre è fuori città per una lunga battuta di caccia. Quando Terry torna anticipatamente a casa, sorprende i due durante un rapporto sessuale. Dopo averli picchiati entrambi, costringe Ian a guardare Mickey fare sesso con una prostituta. In seguito, Mickey cerca di evitare Ian in ogni modo. Alla fine sposa la prostituta, ma lui e Ian finiscono con fare sesso il giorno del matrimonio.
La stagione si conclude con Ian che utilizza il nominativo di Lip per entrare nelle forze armate.

#### Quarta stagione
Dopo molte settimane, nessuno ha ancora notizie da parte di Ian, che si è arruolato sotto falsa identità. Due ufficiali si recano a casa dei fratelli in quanto stanno cercando Ian per un furto di un elicottero e altre dotazioni militari, oltre ad essersi assentato. Il fratello nega di conoscere Ian, e più tardi lo rintraccia grazie alla sorella minore Debbie. Il ragazzo si trova in un gay club chiamato White Swallow, in cui Ian lavora come barman, ma quando i due tentano di ragionare con lui, il ragazzo si rifiuta di continuare la discussione.
In seguito Mickey lo trova svenuto vicino ad un altro bar (Fairy Tails) e lo porta nella sua casa, ma la sua permanenza dura poco, poiché Svetlana, la prostituta russa moglie di Mickey, costringe Mickey a farlo uscire, minacciando di dire a suo padre che é gay nel caso non portasse cinquecento dollari. Lui e Mickey iniziano un'attività criminale in cui derubano uomini gay non dichiarati minacciandoli di rivelare la loro sessualità per avere soldi in cambio.
Dopo che Terry padre di Mickey esce di prigione i Milkovich si riuniscono all'Alibi per festeggiare, ma lí Ian minaccia Mickey di andarsene nel caso non si fosse dichiarato davanti a tutti, dopo essersi dichiarato parte una rissa tra Mickey e Terry finendo con l'arresto di quest'ultimo.
Il comportamento di Ian è sempre più maniacale, ma dopo questa fase, cade in una profonda depressione che lo porta a passare le giornate a letto. La famiglia è preoccupata che possa avere ereditato il disturbo bipolare di cui soffre la madre Monica. Mickey si offre di prendersi cura del ragazzo, e insiste per farlo, ma Ian scappa rapendo il figlio di Mickey e Svetlana. Alla fine della stagione il ragazzo viene arrestato e ricoverato a causa del suo disturbo.

### Opinioni della critica
In un'intervista con Vanity Fair personaggio di Ian Gallagher è stato definito, dall'attore Monaghan stesso, "differente dagli altri personaggi omosessuali presenti sullo schermo americano", in quanto ricco di sfaccettature a volte contrastanti, dovute ai problemi psicologici e sentimentali che affronta durante il programma, e ciò lo rende impossibile da inquadrare negli stereotipi. L'attore afferma ancora di ritenere il personaggio "tosto e intelligente". Dalla rivista stessa, il ragazzo è definito come "l'anti Kurt Hummel" (protagonista della serie statunitense Glee).
Durante la prima stagione, ma soprattutto nelle seguenti, il personaggio subisce una crescita importante, delineando il proprio carattere come pochi nella serie televisiva.
Le dinamiche della relazione tra Lip e Ian sono state apprezzate in molte critiche. Facendo riferimento al primo episodio della serie, Sarah Hughes del quotidiano The Independent ha affermato che il rapporto tra i due è stato uno dei punti più importanti della serie televisiva nella versione originale britannica, e si è confermato tale nel riadattamento americano. Ha anche commentato l'interpretazione dell'attore, sottolineando come abbia reso uno dei personaggi gay con più sfumature presenti nello schermo americano.
Matthew Gilbert del The Boston Globe, ha definito l'attore "straordinario", sottolineando l'autenticità della scena del coming out di Ian al fratello.
D'altro canto, Mary McNamara del Los Angeles Times ha definito la loro relazione "ai limiti dello sdolcinato".
Nel 2004 Hollywood.com ha inserito Ian Gallagher nella lista "Favorite LGBTQ Characters on TV".